# Hofanlage Freschluneberger Straße 26

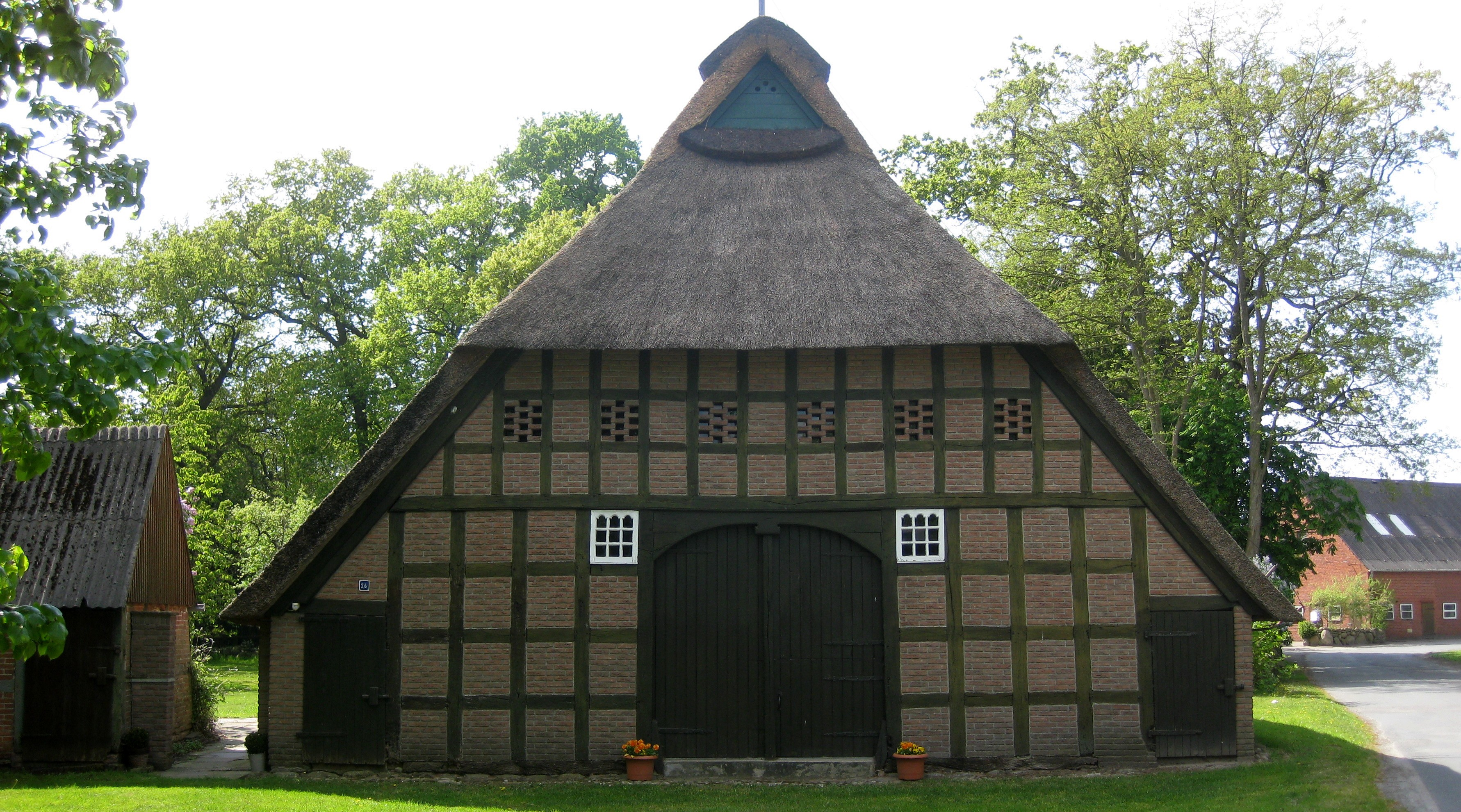
Ostfassade (2011)

Die Hofanlage Freschluneberger Straße 26 (früher Lange Straße 26) in der niedersächsischen Gemeinde Beverstedt, Ortsteil Lunestedt, im Landkreis Cuxhaven, stammt aus dem 19. Jahrhundert. Aktuell (2024) wird sie wohl landwirtschaftlich genutzt.
Die Gebäude stehen unter Denkmalschutz (siehe auch Liste der Baudenkmale in Beverstedt).

## Beschreibung
Die Hofanlage besteht aus:
- dem eingeschossigen giebelständigen Wohn- und Wirtschaftsgebäude aus der ersten Hälfte des 19. Jahrhunderts als Zweiständer-Hallenhaus in Fachwerk mit Steinausfachungen, mit reetgedecktem Krüppelwalmdach als Niedersachsengiebel mit Uhlenloch und Grooter Door mit Korbbogen,[2]

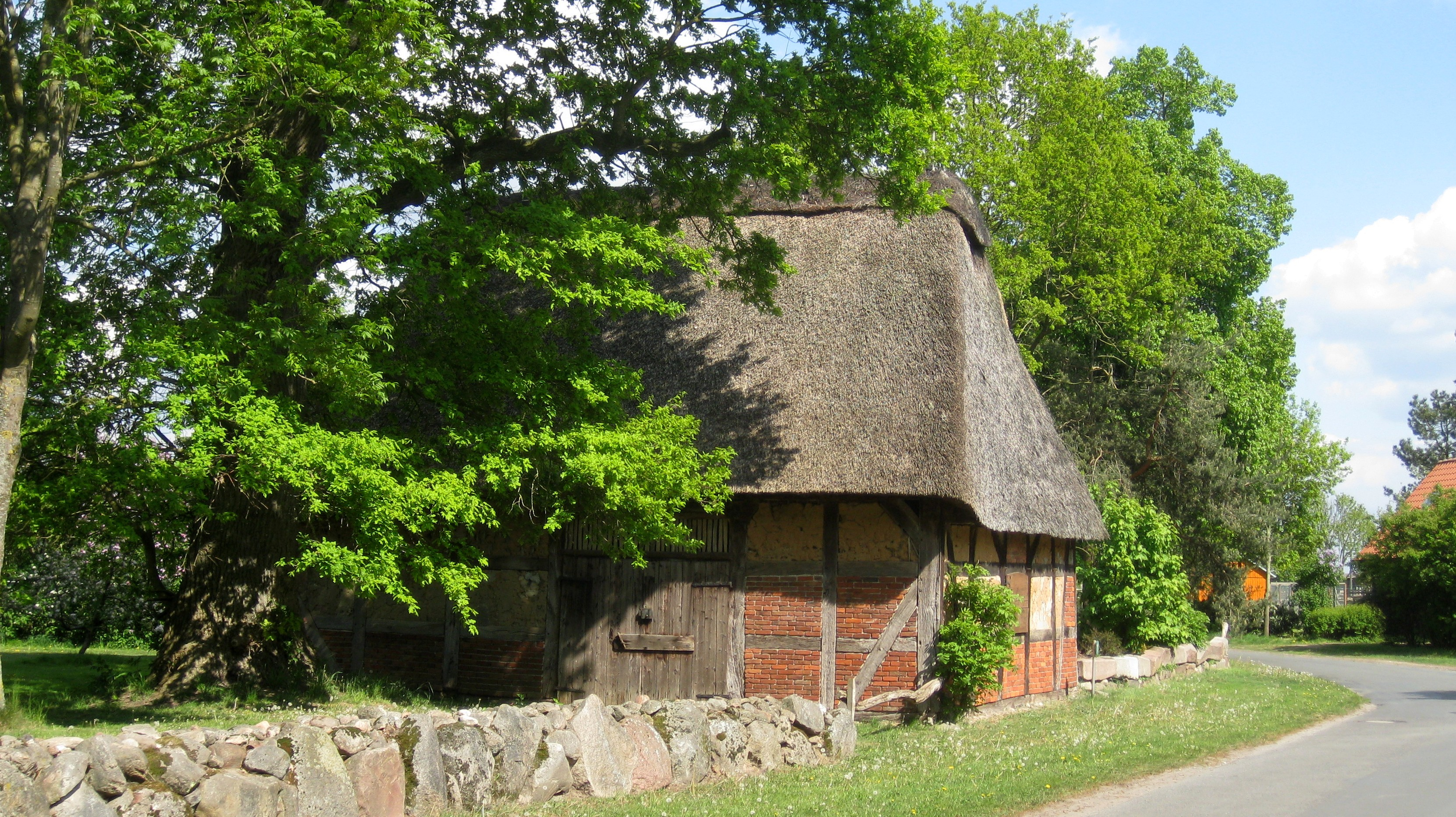
Durchfahrtscheune

- der nördlichen gegenüberliegenden Scheune (Nr. 19) von um 1800 in Fachwerk und Ankerbalkenzimmerung, mit Lehmausfachungen (teils Steinausfachungen), reetgedecktem Walmdach sowie Querdurchfahrt; in den 1940er Jahren auf die gegenüberliegende Straßenseite wegen der Straßenverbreiterung versetzt,[3]
- dem Stall (Nr. 26A) in Fachwerk mit Steinausfachungen und Satteldach,[4]
- dem Feldsteinmauerwerk
- sowie weiteren nicht denkmalgeschützten Anlagen.

Das Landesdenkmalamt befand u. a.: „… an deren Erhaltung aus geschichtlichen und städtebaulichen Gründen wegen des ortsgeschichtlichen, gebäudetypischen, straßen- und ortsbildprägenden Zeugniswerts ein öffentliches Interesse besteht ….“